# مفاعل هيليوم وحدات التوربينات الغازية
مفاعل هيليوم وحدات التوربينات الغازية هو مفاعل الهليوم المعياري للغاز وهو تصميم مفاعل الطاقة النووية الانشطارية الذي كان قيد التطوير من قبل مجموعة من الشركات الروسية ومجموعة أمريكية برئاسة جنرال وفراماتوم الفرنسية وفوجي اليابانية. وهو عبارة عن مفاعل خافض للتبريد من الهيليوم ويستخدم مفاعلات للوقود.

## أعمال بناء
يتألف قلب المفاعل من أسطوانة من الجرافيت يبلغ نصف قطرها 4 أمتار وارتفاعها 10 أمتار وتتضمن عاكسات محورية بمقدار 1 متر في الأعلى والأسفل. وتخصص الاسطوانة ثلاث أو أربع حلقات متحدة المركز كل منها مكونة من 36 كتلة سداسية مع فجوة بينية تساوي 0.2 سم.
تحتوي كل كتلة سداسية على 108 قنوات مبرد الهيليوم و 216 دبابيس وقود.

## المزايا
يستخدم مفاعل الهيليوم بترسيد الغاز مما يعطيها كفاءة تصل إلى 48٪ أعلى من أي مفاعل آخر اعتبارا من عام 1995. تستخدم مفاعلات الماء الخفيف التجارية بشكل عام دورة رانكين وهي ما تستخدمه محطات توليد الطاقة التي تعمل بالفحم. بلغ متوسط معدل كفاءة الاستخدامات التجارية نسبة 32% اعتباراً من عام 1995.